# Croton chichenensis
Espèce
Classification APG III (2009)
Croton chichenensis est une espèce de plantes à fleurs du genre Croton et de la famille des Euphorbiaceae, présente au sud est du Mexique.